# Emperador Gaozong de Song

Emperador Gaozong
Museo Nacional.Taipéi

El emperador Gaozong (12 de junio de 1107-9 de noviembre de 1187), nacido Zhao Gou fue el décimo emperador de la Dinastía Song de China, y el primer emperador de la dinastía Song del Sur. Reinó en el periodo 1127-1162. Huyó al sur después de que los jurchen invadieran la capital Kaifeng, dando lugar al nacimiento de la dinastía Song del Sur (1127-1279). Gaozong restableció la sede de su gobierno en Lin'an (Hangzhou).

## Biografía
Gaozong fue el noveno hijo del emperador Huizong, y hermanastro del emperador Qinzong, su antecesor. Su madre fue una concubina de la familia Wei, que más tarde se convirtió en emperatriz viuda, conocida con el nombre póstumo de emperatriz Xianren (1080-1159).
Gaozong fue un gobernante regional durante la Dinastía Song del Norte. Después de que los hijos de los emperadores Huizong y Qinzong fueran capturados por los jurchen, se convirtió en emperador de China y estableció el imperio Song del Sur. Durante su reinado, los jurchen atacaron a menudo su reino. Inicialmente, empleó funcionarios militares, como Li Gang, Zong Ze, Yue Fei, Han Shizhong y Yu Yunwen para mantener a raya a los jurchen, pero después de años de lucha y éxitos militares significativos, Gaozong adoptó una postura pacifista. Una de las principales razones por las que Gaozong y su primer ministro Qin Kuai no quisieron que el ejército Song derrotara a los jurchen es que de ello podría resultar la restauración del emperador Qinzong en el trono. Como resultado, Gaozong y Qin tramaron inventar ambiguos delitos a Yue Fei, que le llevaron a la muerte. El general Han Shizhong fue también cesado en sus obligaciones militares. Gaozong firmó entonces el tratado de Shaoxing con los jurchen, cediéndoles un montón de territorios, con la esperanza de apaciguarles.
Gaozong fue también un poeta notable, que tuvo una influencia significativa sobre otros poetas chinos. Entre sus obras supervivientes se encuentra el Cuarteto sobre las montañas celestiales.
Gaozong abdicó en 1162, después de reinar durante más de 35 años, pero todavía vivió hasta 1187, pues tenía ochenta años cuando murió.
Fue sucedido por su hijo adoptivo Xiaozong.